# Karjala Cup 2012
Der Karjala Cup 2012 war seit 1996 die 17. Austragung des in Finnland stattfindenden Eishockeyturniers. Es ist Teil der Euro Hockey Tour, bei welcher sich die Nationalmannschaften Finnlands, Schwedens, Russlands und Tschechiens messen. Die Spiele fanden bis auf das erste Spiel der tschechischen Mannschaft, welches in Tschechien ausgetragen wurde, in Turku statt.
Nach drei Siegen aus drei Partien konnte die tschechische Nationalmannschaft das Turnier zum ersten Mal gewinnen.

## Spiele
| 7. November 2012 17:30 Uhr | Russland A. Anissimow (20:31) | 1:2 n. P. (0:0, 1:0, 0:1, 0:1) Spielbericht | Finnland T. Laine (50:49) P. Nummelin (PS) | HK-areena, Turku Zuschauer: 9.538 |

| 7. November 2012 18:00 Uhr | Tschechien T. Plekanec (40:37) M. Vondrka (48:56) J. Tlustý (52:48) | 3:1 (0:0, 0:0, 3:1) Spielbericht | Schweden C. Söderberg (58:58) | Tipsport Arena, Liberec Zuschauer: 5.893 |

| 9. November 2012 14:00 Uhr | Schweden M. Thörnberg (5:07) T. Mårtensson (28:22) | 2:3 (1:2, 1:0, 0:1) Spielbericht | Russland J. Awerin (2:20) W. Schipatschow (11:02) W. Tichonow (42:38) | HK-areena, Turku Zuschauer: 4.365 |

| 9. November 2012 17:30 Uhr | Finnland | 0:1 (0:1, 0:0, 0:0) Spielbericht | Tschechien P. Nedvěd (17:48) | HK-areena, Turku Zuschauer: 10.238 |

| 10. November 2012 12:00 Uhr | Tschechien Z. Irgl (8:45) J. Tlustý (17:38) | 2:1 (2:0, 0:1, 0:0) Spielbericht | Russland J. Medwedew (33:43) | HK-areena, Turku Zuschauer: 7.869 |

| 10. November 2012 16:00 Uhr | Finnland S. Salminen (3:26) P. Nummelin (37:14) J. Haataja (58:32) | 3:1 (1:0, 1:1, 1:0) Spielbericht | Schweden C. Söderberg (31:21) | HK-areena, Turku Zuschauer: 11.820 |

## Tabelle
| Platz | Mannschaft | Spiele | S | S (OT) | N (OT) | N | T   | P |
| ----- | ---------- | ------ | - | ------ | ------ | - | --- | - |
|       | Tschechien | 3      | 3 | 0      | 0      | 0 | 6:2 | 9 |
|       | Finnland   | 3      | 1 | 1      | 0      | 1 | 5:3 | 5 |
|       | Russland   | 3      | 1 | 0      | 1      | 1 | 5:5 | 4 |
| 4.    | Schweden   | 3      | 0 | 0      | 0      | 3 | 4:9 | 0 |

## Auszeichnungen
All-Star-Team
Das All-Star-Team wurde durch die akkreditierten Journalisten ausgewählt.
| Angriff:      | Sakari Salminen - Mikko Koivu - Petr Nedvěd |
| Verteidigung: | Ilja Nikulin - Petteri Nummelin             |
| Tor:          | Ondřej Pavelec                              |

Spielertrophäen
Die Wahl der besten Spieler des Turniers erfolgte durch die Vertreter der IIHF.
| Bester Stürmer:     | Sakari Salminen  |
| Bester Verteidiger: | Staffan Kronwall |
| Bester Torwart:     | Ondřej Pavelec   |